# Macroditassa adnata
Macroditassa adnata là một loài thực vật có hoa trong họ La bố ma. Loài này được (E.Fourn.) Malme mô tả khoa học đầu tiên năm 1927.

## Hình ảnh

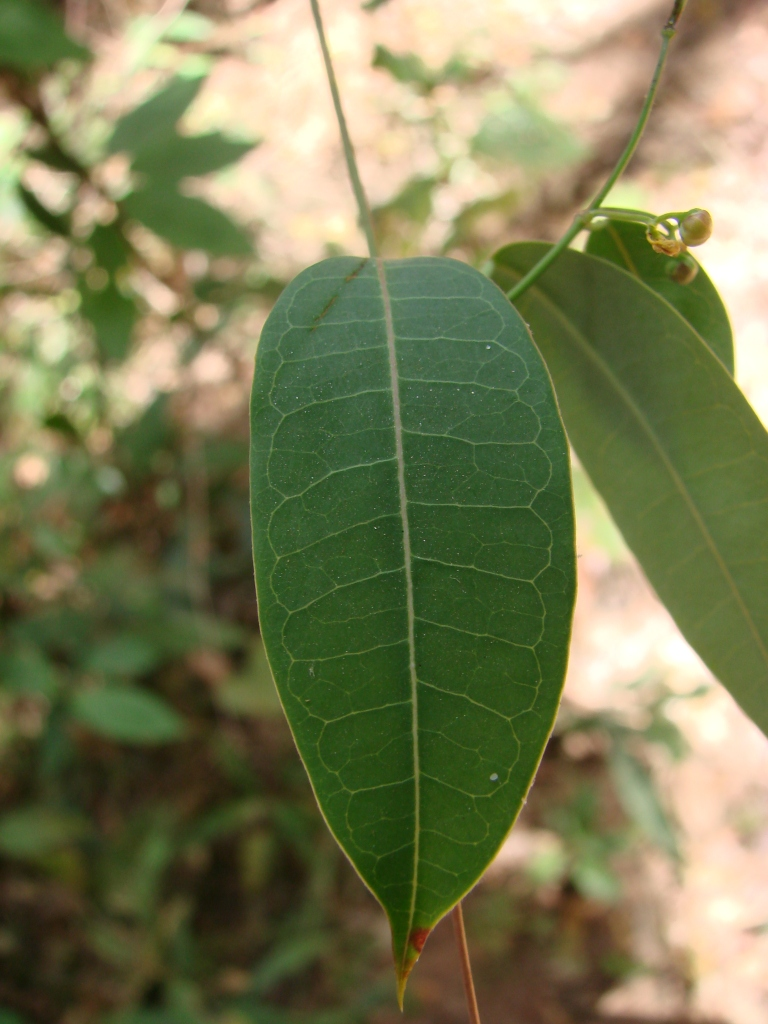
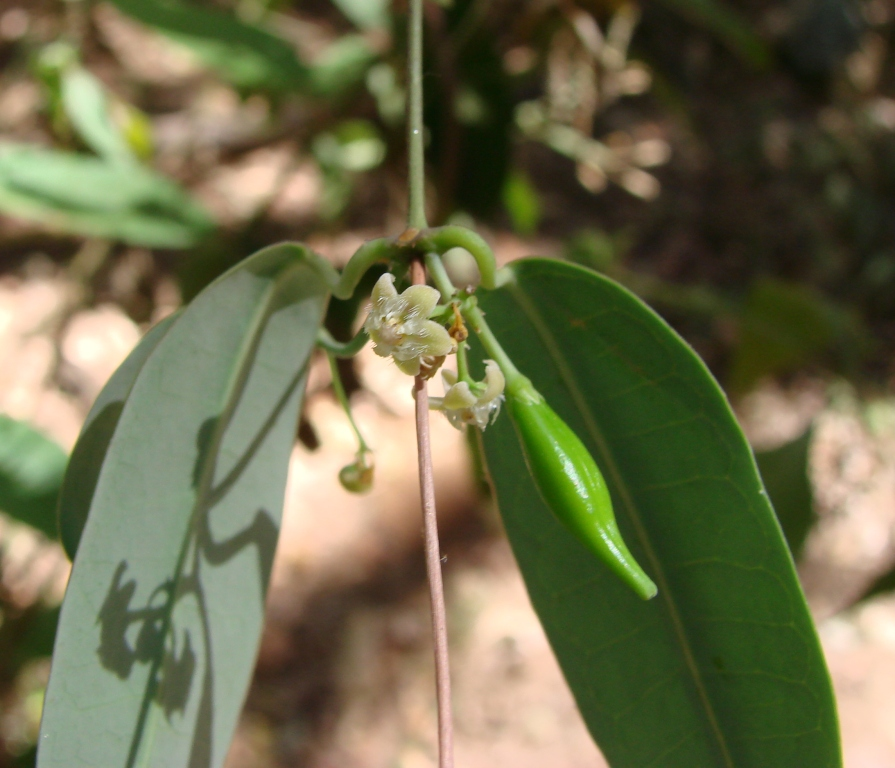